# Ingrid Capelle
Ingrid Capelle (* 19. November 1940 in Dresden) ist eine deutsche Theater-, Film- und Fernsehschauspielerin, Synchronsprecherin und Hörspielsprecherin.
Ingrid Capelle spielte bereits in zahlreichen Filmen und Fernsehserien mit. Einem größeren Publikum wurde sie ab 1995 durch ihre zweijährige Mitwirkung als Fiona Beckmann in der ARD-Seifenoper Verbotene Liebe bekannt. Außerdem arbeitete sie als Synchronsprecherin, unter anderem für Star Trek. Zudem ist sie in der Kinderhörspielserie Die drei ??? Kids seit der ersten Folge aus dem Jahr 2009 als Tante Mathilda zu hören.
Sie war bis zu dessen Tod im Jahr 1997 mit dem Schauspieler und Regisseur Hans Quest verheiratet. In einer Episode der Serie Der Kommissar sowie in zwei Episoden der Serie Forsthaus Falkenau spielten die beiden auch vor der Kamera Ehepaare.

## Fernsehen (Auswahl)
- 1961: Vorsätzlich
- 1962: Verräterische Spuren
- 1965: Protektionskind
- 1965: Don Juan oder Die Liebe zur Geometrie
- 1966: Gertrud Stranitzki
- 1966: Das ganz große Ding
- 1966: Um null Uhr schnappt die Falle zu
- 1966: Kostenpflichtig zum Tode verurteilt
- 1968: Detektiv Quarles
- 1969: Zehn kleine Negerlein
- 1970: Die seltsamen Methoden des Franz Josef Wanninger – Kochkünste
- 1970: Mord im Pfarrhaus
- 1970: Pater Brown – Das Erbe des Robert Musgrave
- 1971: Hamburg Transit – Neue Medikamente
- 1972: Manolescu
- 1972: Scheidung auf musikalisch
- 1973: Sonderdezernat K1 – Trip ins Jenseits
- 1972–1975: Der Kommissar
- 1975: Tatort – Treffpunkt Friedhof
- 1977: Tatort – Schüsse in der Schonzeit
- 1981: Das kleine Hotel
- 1991: Forsthaus Falkenau (Folge 21–22)
- 1993: Alarm auf Station 2
- 1994: Verliebt, Verlobt, Verheiratet
- 1995–1996: Verbotene Liebe

## Hörspiele
- seit 2009: Die drei ??? Kids (ab Folge 1, als Tante Mathilda)